# Digitalkamera
Et digitalkamera er et kamera, hvor den lysfølsomme film er skiftet ud med en lysfølsom sensor. Digitalteknikken har fundet vej ind i flere forskellige kameratyper så man nu har f.eks. digitale fotografiapparater, digitale videokameraer og også specialfotografering som digital røntgenfotografi. Der er også opstået nye kameragrupper som f.eks. web-kameraer.

## Opbygning
Som i et traditionelt kamera ledes lyset ind via et objektiv. Selve billedet registreres af sensoren (typisk en CCD-sensor eller en CMOS-sensor) og gemmes på et hukommelsesmedie. Dette vil typisk være et Smartcard, et MicroDrive eller CompactFlash kort.
Sensoren deler billedet i mange små billedpunkter, kaldet pixel, og antallet af pixel opgives normalt som kameraets opløsning. En typisk opløsning ved digital fotografi er i skrivende stund (2006) mellem 4 og 8 megapixels (millioner pixels). Sensorens format vil ofte være enten 3:4, som svarer til formatet på klassiske TV eller PC-skærme, eller 2:3 som svarer til formatet for 35 mm film.
Billederne hentes ud fra kameraet enten via af et kabel, som f.eks. USB, eller ved at man tager lagringsmediet og sætter det ind i en computer. Her kan det bearbejdes videre i et billedbehandlingsprogram.

## Ændring i billedudsnit
Da det lysfølsomme område i sensoren i mange tilfælde er mindre end på film, vil man få et mindre billedudsnit med et digitalt kamera. Det kan lede til den opfattelse at objektivets brændvidde ændres når det monteres på et digitalt kamera, men det er ikke korrekt. Brændvidden for et objektiv er en fysisk egenskab ved objektivet og den er uforandret uanset hvilket kamera det monteres på – og uanset om det afmonteres og lægges væk.
Oplevelsen af at "brændvidden ændres" skal alene tilskrives forskellen i film/sensor-størrelsen mellem forskellige kameraer og det er således kameraet der ændrer sig og ikke objektivet. Men da mange fotografer har vænnet sig til kameraer med 135-film (35 mm-film) og kender det tilhørende billedudsnit, bliver "ækvivalente brændvidder" ofte anvendt. De fremkommer ved at udregne en korrektionsfaktor som fortæller hvor meget man skal ændre brændvidden fra et format til et andet – typisk fra 35 mm-film til et digitalkamera – for at få et tilsvarende udsnit.
Korrektionsfaktoren kan udregnes som forholdet mellem normalobjektivernes brændvidde for de to formater og her kan man med fordel anvende den hovedregel at et normalobjektiv har en brændvidde som svarer til film/sensor-formatets diagonal (det giver omtrent 43 mm for 35 mm-film).

## Fordele og ulemper
Digitalkameraet har en række fordele frem for det traditionelle filmkamera. De to væsentligste fordele er, at man med det samme kan se det billede, man har taget. Man har derfor mulighed for at tage et nyt, hvis det første ikke var godt nok. Den anden fordel er, at man ikke skal købe ny film, men derimod kan genbruge sit hukommelseskort gang på gang. Man vil også spare tid og penge ved ikke at skulle fremkalde filmen og det opvejer ofte digitalkameraets normalt højere pris.
Digital fotografering giver også mange justeringsmuligheder som man ellers skulle skifte film eller bruge ekstraudstyr for at opnå. F.eks. kan man uden videre ændre hvidbalance, kontrast, farvemætning eller følsomhed under optagelsen. Nogle kameraer giver også mulighed for at skifte mellem farve eller sort/hvid og tilføje kunstige filtereffekter.
Ulemperne ved digitalkameraet bliver stadig færre efterhånden som teknologien udvikles. Det er således vanskeligt at pege på områder hvor film er entydigt bedre. Man kan stadig argumentere for at film i større formater har bedre detaljeopløsning end hvad der kan opnås med digitale kameraer og man vil også normalt opleve at en typisk (negativ) film kan gengive et større kontrastområde (kaldet dynamikområde inden for digital fotografi). Endelig vil film ofte være bedre til langtidseksponeringer. Men udfaldet af disse sammenligninger vil afhænge af filmtypen og mange andre faktorer, og de er derfor vanskelige at generalisere.

## Virkemåde
Typiske moderne digitale kameraer har megen beregningskraft som ikke bare anvendes til at at styre indstillinger som fokus og eksponering. Efter selve eksponeringen af et digitalt fotografi involveres ganske mange processer før et færdigt billede er klar.

### Opsamling
Billedet opsamles af sensoren som opdeler billeder i små enheder kaldet billedpunkter (eller pixels). Hvert billedpunkt får en elektrisk spænding som fortæller hvor meget lys der har samlet sig over eksponeringstiden. Alle disse spændinger skal udlæses fra sensoren og digitaliseres via en AD-konverter.
Da et billedpunkt ikke kan registrere farver (en sensor er i sig selv et sort/hvid medium) placerer man et net af farvefiltre foran sensoren således at hvert billedpunkt kun registrerer mængden en lys med en bestemt farve. Dette farvefilternet kan organiseres på mange måder, men Bayer-filteret er det mest udbredte. Her er halvdelen af billedpunkterne til grønt lys, mens rødt og blåt lys har hver en fjerdedel. Årsagen til den fordeling er, at det passer med den menneskelige synssans.
Nogle kameraer kan gemme billedet som de ubehandlede værdier der hentes fra sensoren – sådanne billedfiler betegnes som værende RAW-format og det åbner mulighed for at foretage den resterende behandling med forskellige specialprogrammer.

### Hvidbalance
Bestemmelse af hvidbalancen ligger ofte som et af de første behandlingstrin da resultatet bruges i de efterfølgende trin.
Hvidbalancebestemmelse består grundlæggende i at finde frem til et gæt på farven af det omgivende lys. Glødelampelys vil f.eks. være rødligt, mens dagslys i skyggen vil være blåligt. Den menneskelige synssans korrigerer hele tiden for disse variationer, men hvis de fastholdes på et fotografi og ses i andre belysninger vil de virke som misfarvninger.
Der findes mange strategier for hvidbalancebestemmelse, men den simpleste er at antage at billedet som gennemsnit er middelgråt og så justere de tre grundfarver til den tilstand, som svarer til at de gennemsnitligt er lige kraftigt repræsenteret.

### Demosaicing
Denne proces har til formål at tildele de manglende farver til hvert billedpunkt. Farvefilteret medfører som nævnt at hvert billedpunkt kun har målt på en farve, så niveauet af de resterende to farver skal nu estimeres.
Processen baserer sig på interpolation og den involverer generelt meget matematik og mange beregninger. Denne proces er i øvrigt genstand for intens forskning og udvikling, både fordi den har stor indflydelse på billedkvaliteten og fordi den er beregningskrævende.

### Farvekodning
Efter at hver pixel har fået tildelt en værdi for hver grundfarve, kan den repræsentere en "farve". Men disse farver vil ikke nødvendigvis kunne bruges til noget, fordi de tal, de bygger på, er meget afhængige af sensoren. Hvis farverne skal kunne opfattes korrekt af andre enheder må de standardiseres på en måde så alle er enige om at, en bestemt farvenuance altid bliver gengivet med en bestemt sæt talværdier for rød, grøn og blå. Sådan en fast defineret sammenhæng mellem tal og farver kaldes et farverum. Derfor oversættes alle sensorens egne farvekodeværdier til værdier i et standardiseret farverum, og det gøres ud fra et sæt korrektioner man har fundet ved at udmåle sensoren.

### Gammajustering
Digitale fotosensorer udmåler lysmængden på en lineær skala; dette er ganske forskelligt fra den menneskelige synssans (og film) som opfatter lys på en nærmest logaritmisk skala. Derfor justeres lysudmålingen så kraftigt lys inddeles i grovere trin.

### Billedoptimering
Herefter bliver billedet underkastet en "kosmetisk" behandling. Det bliver normalt gjort skarpere og farver og kontrast justeres så billedet får et præsentabelt udseende. Denne behandling bygger ofte på metoder som er fremkommet vil at analysere et stort antal "almindelige" fotografier og så opstille nogle standardjusteringer som passer til forskellige kategorier af billeder. Kameraet analyserer da et givent billede og vælger et sæt justeringer.

### Komprimering
I moderne kameraer vil et billede ofte være repræsenteret ved 12 bit per farve per pixel, men da det er et betragtelig datamængde vil man normalt "komprimere" det. En metode som er anvendt i mange sammenhænge er at bruge JPEG-standarden.